# Droga wojewódzka nr 401
Droga wojewódzka nr 401 (DW401) – droga wojewódzka o długości 42 km, łącząca Żłobiznę koło Brzegu z Pakosławicami niedaleko Nysy. Trasa ta leży na obszarze województwa opolskiego i przebiega przez teren powiatów brzeskiego i nyskiego.

## Dopuszczalny nacisk na oś
Od 13 marca 2021 roku na drodze dozwolony jest ruch pojazdów o nacisku pojedynczej osi do 11,5 tony z wyjątkiem określonych miejsc oznaczonych znakiem zakazu B-19.

### Do 13 marca 2021 r.
Wcześniej droga wojewódzka nr 401 była objęta ograniczeniami dopuszczalnego nacisku pojedynczej osi:
| Znak  | Dopuszczalny nacisk | Odcinek       |
| ----- | ------------------- | ------------- |
| DW401 | do 10 ton           | – Pakosławice |
| DW401 | do 8 ton            | Żłobizna –    |

## Ważniejsze miejscowości leżące na trasie DW401
- Żłobizna (DK94, DW460)
- Krzyżowice (DW462)
- Obórki (DW458)
- Przylesie
- Młodoszowice (początek obwodnicy Łukowice Brzeskie - Młodoszowice - Grodków na odcinku tej drogi)
- Kolnica
- Wojsław
- Grodków (DW378, DW385, koniec obwodnicy Łukowice Brzeskie - Młodoszowice - Grodków na odcinku tej drogi)
- Nowa Wieś Mała
- Stary Grodków
- Chróścina
- Skoroszyce
- Makowice
- Pakosławice (DK46)